# Elaphoglossum macilentum
Elaphoglossum macilentum är en träjonväxtart som beskrevs av John T. Mickel. Elaphoglossum macilentum ingår i släktet Elaphoglossum och familjen Dryopteridaceae. Inga underarter finns listade.